# Daniel Akaka
Daniel Kahikina Akaka, född 11 september 1924 i Honolulu, Hawaii, död 6 april 2018 i Honolulu, var en amerikansk demokratisk politiker. Han representerade delstaten Hawaii i USA:s senat 1990–2013. Han var ledamot av USA:s representanthus 1977–1990. Han blev utnämnd till senaten av guvernör John Waihee i april 1990 efter senator Spark Matsunagas död.
Akaka deltog i andra världskriget bland annat på Saipan och Tinian. Han studerade pedagogik vid University of Hawaii. Han 1966 tog masterexamen i pedagogik.